# Cvija Lubetkinová
Cvija Lubetkinová (polsky Cywia Lubetkin, hebrejsky צביה לובטקין, krycí jméno: Celina; 9. listopadu 1914 – 14. července 1976) byla jednou z vůdčích osob židovského podzemí v nacisty okupované Varšavě a jedinou ženou ve vrchním velení odbojové skupiny Židovská bojová organizace (ŻOB). Podařilo se jí přežít holokaust a v roce 1946 emigrovala do britské mandátní Palestiny.

## Biografie
Narodila se v Polsku ve vesnici Byteń poblíž města Słonim (dnešní Bělorusko). Již jako mladá se dala k dělnicko-sionistickému hnutí. Později se stala členkou mládežnicko-sionistického hnutí Dror a v roce 1938 se stala členkou jeho výkonné rady. Když nacistické Německo a později Sovětský svaz v září 1939 napadli Polsko, podnikla nebezpečnou cestu ze Sověty okupované části země do Varšavy, kde se přidala k odboji.

### Druhá světová válka
V roce 1942 pomohla založit levicově-sionistický Antifašistický blok. Rovněž tak, jako jedna ze zakladatelů Židovské bojové organizace (ŻOB), působila ve varšavské židovské komunitní politické radě, známé jako Židovský národní výbor (Żydowski Komitet Narodowy; ŻKN), a v Koordinační komisi, což byla zastřešující organizace sestávající z Židovského národního výboru a nesionistického Bundu. V dobách, kdy se angažovala v podzemních aktivitách, se její jméno Cvija stalo kódovým označením pro Polsko, který v dopisech používaly různé odbojové skupiny uvnitř i vně Varšavského ghetta. Byla jednou z vůdčích osobností povstání ve varšavském ghettu a jedinou ženou ze 34 bojovníků, kteří přežili válku. Poté, co 10. května odvedla skupinu přeživších bojovníků z ghetta varšavskými kanály, se i nadále zapojovala do odbojových aktivit ve Varšavě, kde se v roce 1944 zúčastnila varšavského povstání.

### Poválečný život
Po skončení války se angažovala pomoci přeživším holocaustu a pomáhala organizovat Brichu. Sama podnikla aliju do britské mandátní Palestiny v roce 1946. Provdala se za někdejšího velitele ŻOB, Jicchaka Zuckermana, a společně s ním a několika dalšími přeživšími bojovníky z ghetta a partyzány založila kibuc Lochamej ha-Geta'ot. V roce 1961 svědčila, podobně jako její manžel, v procesu s nacistickým válečným zločincem Adolfem Eichmannem. V letech 1966 až 1968 byla členkou vedení Židovské agentury.
Zemřela v roce 1976. Její vnučka Roni Zuckermanová se v roce 2001 stala první stíhací pilotkou Izraelského vojenského letectva.